# 岩城常隆
岩城常隆（1567年—1590年8月21日）是安土桃山時代的武將。岩城氏當主。岩城親隆之子。母為佐竹義昭的女兒（桂樹院）。左京大夫。
父親親隆病倒後人事不省、由母親及舅舅佐竹義重擔任後見人、岩城氏的實權落入佐竹氏的掌握。天正6年（1578年）常隆成為當主、佐竹氏對家中的影響力仍然不變。
伊達政宗勢力拓展時期、由於與伊達氏的親戚關係，雙方相處融和、後來政宗與岩城氏對立並迎娶田村氏、岩城氏則與佐竹氏、石川氏共同對抗伊達氏。人取橋之戰時為佐竹氏盟友参戰、家臣窪田十郎更討取伊達氏重臣鬼庭良直。政宗於摺上原之戰勝利後，蘆名氏滅亡，石川氏對伊達氏臣服、岩城氏與伊達和睦解。
天正18年（1590年）、豊臣秀吉的小田原征伐有参陣記錄，獲得所領安堵，不久之後病倒、於鎌倉死去。

## 家族系譜
- 正室：岩城御前（二階堂盛義的女兒，先嫁給岩城常隆而後來離別後，又成為伊達成實的妻子）
  - 伊達政隆
- 正室：佐竹氏（佐竹義重的養女）
- 養子
  - 岩城貞隆（佐竹義重的第三子）